# Moldova az 1996. évi nyári olimpiai játékokon
Moldova az egyesült államokbeli Atlantában megrendezett 1996. évi nyári olimpiai játékok egyik részt vevő nemzete volt. Az országot az olimpián 10 sportágban 40 sportoló képviselte, akik összesen 2 érmet szereztek. Moldova önállóan először vett részt a nyári olimpiai játékokon, és meg is szerezte első olimpiai érmeit.

## Érmesek
| Érem  | Versenyző                          | Sportág    | Versenyszám             |
| ----- | ---------------------------------- | ---------- | ----------------------- |
| Ezüst | Nicolae Juravschi Victor Reneischi | Kajak-kenu | Férfi kenu kettes 500 m |
| Bronz | Serghei Mureico                    | Birkózás   | Kötöttfogás, 130 kg     |

## Atlétika
Férfi
| Versenyző           | Versenyszám     | Előfutam | Előfutam | Előfutam | Elődöntő | Elődöntő | Elődöntő | Döntő   | Döntő    |
| Versenyző           | Versenyszám     | Idő      | Hely.    | Össz.    | Idő      | Hely.    | Össz.    | Idő     | Helyezés |
| ------------------- | --------------- | -------- | -------- | -------- | -------- | -------- | -------- | ------- | -------- |
| Valeriu Vlas        | Maraton         |          |          |          |          |          |          | 2:28:36 | 77.      |
| Vadim Zadoinov      | 400 m gát       | 49,73    | 4.       | 28.      | kiesett  | kiesett  | kiesett  | kiesett | kiesett  |
| Feodosiy Ciumacenco | 20 km gyaloglás |          |          |          |          |          |          | 1:27:57 | 41.      |

| Versenyző       | Versenyszám | Selejtező | Selejtező | Döntő    | Döntő    |
| Versenyző       | Versenyszám | Eredmény  | Helyezés  | Eredmény | Helyezés |
| --------------- | ----------- | --------- | --------- | -------- | -------- |
| Alexandru Jucov | Rúdugrás    | 520 cm    | 29.       | kiesett  | kiesett  |

Női
| Versenyző                                      | Versenyszám | Eredmény | Helyezés |
| ---------------------------------------------- | ----------- | -------- | -------- |
| Valentina Enachi (nem hivatalos versenyzőként) | Maraton     | 2:41:30  | –        |

| Versenyző    | Versenyszám | Selejtező | Selejtező | Döntő    | Döntő    |
| Versenyző    | Versenyszám | Eredmény  | Helyezés  | Eredmény | Helyezés |
| ------------ | ----------- | --------- | --------- | -------- | -------- |
| Olga Bolșova | Magasugrás  | 193 cm    | 13.       | 193 cm   | 11.*     |
| Ina Gliznuţa | Magasugrás  | 185 cm    | 24.       | kiesett  | kiesett  |

* - egy másik versenyzővel azonos eredményt ért el

## Birkózás
Kötöttfogású
| Versenyző        | Versenyszám | 32-es főtábla                 | Nyolcaddöntő                   | Negyeddöntő       | Elődöntő          | Vigaszág 2. kör   | Vigaszág 3. kör             | Vigaszág 4. kör               | Vigaszág 5. kör              | Vigaszág 6. kör              | Bronz- mérkőzés                                       | Döntő             | Helyezés |
| Versenyző        | Versenyszám | Ellenfél Eredmény             | Ellenfél Eredmény              | Ellenfél Eredmény | Ellenfél Eredmény | Ellenfél Eredmény | Ellenfél Eredmény           | Ellenfél Eredmény             | Ellenfél Eredmény            | Ellenfél Eredmény            | Ellenfél Eredmény                                     | Ellenfél Eredmény | Helyezés |
| ---------------- | ----------- | ----------------------------- | ------------------------------ | ----------------- | ----------------- | ----------------- | --------------------------- | ----------------------------- | ---------------------------- | ---------------------------- | ----------------------------------------------------- | ----------------- | -------- |
| Igor Grabovetchi | 100 kg      | Urs Bürgler (SUI) · 4–1       | Andrzej Wroński (POL) · 0–0    |                   |                   |                   | Giuseppe Giunta (ITA) · 3–2 | Heorhij Szoldadze (UKR) · 2–2 | erőnyerő                     | Mikael Ljungberg (SWE) · 0–5 | Az 5. helyért · Héctor Milián (CUB) · mérkőzés nélkül |                   | 6.       |
| Serghei Mureico  | 130 kg      | Gheorghe Amariei (ROU) · 12–1 | Alekszandr Karelin (RUS) · 0–2 |                   |                   |                   | Helger Hallik (EST) · 4–0   | Tomas Johansson (SWE) · 3–0   | Szuzuki Kenicsi (JPN) · 11–0 | René Schiekel (GER) · 5–0    | Petro Kotok (UKR) · 1–0                               |                   |          |

Szabadfogású
| Versenyző        | Versenyszám | 32-es főtábla                  | Nyolcaddöntő                              | Negyeddöntő       | Elődöntő                    | Vigaszág 2. kör                       | Vigaszág 3. kör               | Vigaszág 4. kör               | Vigaszág 5. kör        | Vigaszág 6. kör          | Bronz- mérkőzés                                            | Döntő             | Helyezés |
| Versenyző        | Versenyszám | Ellenfél Eredmény              | Ellenfél Eredmény                         | Ellenfél Eredmény | Ellenfél Eredmény           | Ellenfél Eredmény                     | Ellenfél Eredmény             | Ellenfél Eredmény             | Ellenfél Eredmény      | Ellenfél Eredmény        | Ellenfél Eredmény                                          | Ellenfél Eredmény | Helyezés |
| ---------------- | ----------- | ------------------------------ | ----------------------------------------- | ----------------- | --------------------------- | ------------------------------------- | ----------------------------- | ----------------------------- | ---------------------- | ------------------------ | ---------------------------------------------------------- | ----------------- | -------- |
| Vitalie Railean  | 48 kg       | Vlatko Szokolov (MKD) · 10–0   | Nungar Ckuaszeli (GRE) · 10–1             | erőnyerő          | Armen Mkrtcsjan (ARM) · 2–7 |                                       |                               |                               |                        | Alexis Vila (CUB) · 0–10 | Az 5. helyért · Csong Szunvon (Jeong Sun-Won) (KOR) · 0–4  |                   | 6.       |
| Nazim Alidjanov  | 57 kg       | Artur Fjodorov (KAZ) · 8–10    |                                           |                   |                             | Tserenbaataryn Tsogtbayar (MGL) · 7–6 | Arif Abdullayev (AZE) · 3–4   | kiesett                       | kiesett                | kiesett                  | kiesett                                                    |                   | 14.      |
| Victor Peicov    | 74 kg       | Magomed Kuruglijev (KAZ) · 7–1 | Pak Csangszun (Park Jang-Sun) (KOR) · 0–3 |                   |                             |                                       | Radion Kertanti (SVK) · 5–0   | Boris Budayev (UZB) · 5–3     | Óta Takuja (JPN) · 4–5 |                          | A 7. helyért · Məmmədsalam Haciyev (AZE) · mérkőzés nélkül |                   | 7.       |
| Gusman Jabrailov | 82 kg       | Cris Brown (AUS) · 10–0        | Elmagyi Zsabrailov (KAZ) · 8–10           |                   |                             |                                       | Szerhij Hubrinyuk (UKR) · 3–0 | Sebahattin Öztürk (TUR) · 1–5 | kiesett                | kiesett                  | kiesett                                                    |                   | 9.       |

## Cselgáncs
Férfi
| Versenyző     | Versenyszám | Selejtező         | 32-es főtábla                       | Nyolcaddöntő           | Negyeddöntő       | Elődöntő          | Vigaszág első kör             | Vigaszág negyeddöntő | Vigaszág elődöntő | Bronz- mérkőzés   | Döntő             | Helyezés |
| Versenyző     | Versenyszám | Ellenfél Eredmény | Ellenfél Eredmény                   | Ellenfél Eredmény      | Ellenfél Eredmény | Ellenfél Eredmény | Ellenfél Eredmény             | Ellenfél Eredmény    | Ellenfél Eredmény | Ellenfél Eredmény | Ellenfél Eredmény | Helyezés |
| ------------- | ----------- | ----------------- | ----------------------------------- | ---------------------- | ----------------- | ----------------- | ----------------------------- | -------------------- | ----------------- | ----------------- | ----------------- | -------- |
| Andrei Golban | Könnyűsúly  | erőnyerő          | Ahat Ahirov (KAZ) · GY              | Steve Corkin (NZL) · V | kiesett           | kiesett           |                               |                      |                   |                   |                   | 17.      |
| Oleg Cretu    | Váltósúly   | erőnyerő          | Cso Incshol (Jo In-Cheol) (KOR) · V |                        |                   |                   | Soso Lip'art'eliani (GEO) · V | kiesett              | kiesett           | kiesett           |                   | 13.      |

## Íjászat
Női
| Versenyző           | Versenyszám | Selejtező | Selejtező | 64-es főtábla                                  | 32-es főtábla                       | Nyolcaddöntő                          | Negyeddöntő       | Elődöntő          | Döntő             | Helyezés |
| Versenyző           | Versenyszám | Pont      | Kiemelt   | Ellenfél Eredmény                              | Ellenfél Eredmény                   | Ellenfél Eredmény                     | Ellenfél Eredmény | Ellenfél Eredmény | Ellenfél Eredmény | Helyezés |
| ------------------- | ----------- | --------- | --------- | ---------------------------------------------- | ----------------------------------- | ------------------------------------- | ----------------- | ----------------- | ----------------- | -------- |
| Natalia Valeeva     | Egyéni      | 662       | 7.        | Koide Miszato (JPN) (58.) · 159–141            | Kirstin Lewis (RSA) (26.) · 160–143 | Barbara Mensing (GER) (42.) · 158–163 | kiesett           | kiesett           | kiesett           | 12.      |
| Nadejda Palovandova | Egyéni      | 580       | 61.       | Kim Dzsoszun (Kim Jo-Sun) (KOR) (4.) · 153–163 | kiesett                             | kiesett                               | kiesett           | kiesett           | kiesett           | 38.      |

## Kajak-kenu

### Síkvízi
Férfi
| Versenyző                          | Versenyszám        | Előfutam | Előfutam | Előfutam | Vigaszág | Vigaszág | Vigaszág | Elődöntő | Elődöntő | Elődöntő | Döntő    | Döntő    |
| Versenyző                          | Versenyszám        | Idő      | Hely.    | Össz.    | Idő      | Hely.    | Össz.    | Idő      | Hely.    | Össz.    | Idő      | Helyezés |
| ---------------------------------- | ------------------ | -------- | -------- | -------- | -------- | -------- | -------- | -------- | -------- | -------- | -------- | -------- |
| Andrei Placinta                    | Kenu egyes 500 m   | 1:59,423 | 9.       | 9.       |          |          |          | 1:57,457 | 6.       | 6.       | kiesett  | kiesett  |
| Vadim Salcutan                     | Kenu egyes 1000 m  | 4:32,095 | 4.       | 9.       |          |          |          | 4:16,639 | 5.       | 8.       | kiesett  | kiesett  |
| Nicolae Juravschi Victor Reneischi | Kenu kettes 500 m  | 1:44,477 | 1.       | 3.       | erőnyerő | erőnyerő | erőnyerő | 1:42,029 | 2.       | 2.       | 1:40,456 |          |
| Nicolae Juravschi Victor Reneischi | Kenu kettes 1000 m | 4:25,183 | 7.       | 13.      |          |          |          | 3:44,008 | 1.       | 1.       | 3:35,198 | 5.       |

## Kerékpározás

### Országúti kerékpározás
Férfi
| Versenyző       | Versenyszám   | Idő                | Helyezés      |
| --------------- | ------------- | ------------------ | ------------- |
| Ruslan Ivanov   | Időfutam      | 1:10:55 (+0:06:50) | 27.           |
| Ruslan Ivanov   | Mezőnyverseny | nem ért célba      | nem ért célba |
| Veaceslav Oriol | Mezőnyverseny | 4:56:49 (+2:53)    | 73.           |
| Igor Pugaci     | Mezőnyverseny | nem ért célba      | nem ért célba |
| Oleg Tonoritchi | Mezőnyverseny | nem ért célba      | nem ért célba |
| Igor Bonciucov  | Mezőnyverseny | nem ért célba      | nem ért célba |
| Igor Bonciucov  | Időfutam      | 1:12:48 (+0:08:43) | 33.           |

## Ökölvívás
| Versenyző       | Versenyszám | Selejtező                  | Nyolcaddöntő               | Negyeddöntő       | Elődöntő          | Döntő             | Helyezés |
| Versenyző       | Versenyszám | Ellenfél Eredmény          | Ellenfél Eredmény          | Ellenfél Eredmény | Ellenfél Eredmény | Ellenfél Eredmény | Helyezés |
| --------------- | ----------- | -------------------------- | -------------------------- | ----------------- | ----------------- | ----------------- | -------- |
| Igor Samoilenco | Légsúly     | Omar Adorno (PUR) · 20–8   | Elias Recaido (PHI) · 8–12 | kiesett           | kiesett           | kiesett           | 9.       |
| Octavian Ticu   | Könnyűsúly  | Toncso Toncsev (BUL) · RSC | kiesett                    | kiesett           | kiesett           | kiesett           | 17.      |

## Sportlövészet
Férfi
| Versenyző         | Versenyszám          | Selejtező | Selejtező | Döntő   | Döntő    |
| Versenyző         | Versenyszám          | Pont      | Helyezés  | Pont    | Helyezés |
| ----------------- | -------------------- | --------- | --------- | ------- | -------- |
| Ghenadie Lisoconi | Gyorstüzelő pisztoly | 586       | 6.**      | 687,0   | 6.       |
| Oleg Moldovan     | Futócéllövészet      | 569       | 9.*       | kiesett | kiesett  |

* - egy másik versenyzővel azonos eredményt ért el

** - két másik versenyzővel azonos eredményt ért el

## Súlyemelés
| Versenyző       | Versenyszám | Szakítás | Szakítás | Lökés    | Lökés    | Összesen | Helyezés |
| Versenyző       | Versenyszám | Eredmény | Helyezés | Eredmény | Helyezés | Összesen | Helyezés |
| --------------- | ----------- | -------- | -------- | -------- | -------- | -------- | -------- |
| Vladimir Popov  | 64 kg       | 130,0    | 14.*     | 157,5    | 20.*     | 287,5    | 17.      |
| Serghei Cretu   | 70 kg       | 142,5    | 15.*     | 172,5    | 16.      | 315,0    | 16.      |
| Vladimir Birsa  | 76 kg       | 147,5    | 14.*     | 175,0    | 15.*     | 322,5    | 13.      |
| Vadim Vacarciuc | 83 kg       | 165,0    | 7.*      | 202,5    | 3.*      | 367,5    | 5.       |
| Mihai Vihodet   | 99 kg       | 162,5    | 15.      | 185,0    | 20.      | 347,5    | 17.      |

* - másik versenyzővel azonos eredményt ért el

## Úszás
Férfi
| Versenyző        | Versenyszám    | Előfutam | Előfutam | Előfutam | Döntő   | Döntő   | Döntő   | Helyezés |
| Versenyző        | Versenyszám    | Idő      | Hely.    | Össz.    | Típus   | Idő     | Hely.   | Helyezés |
| ---------------- | -------------- | -------- | -------- | -------- | ------- | ------- | ------- | -------- |
| Maxim Cazmirciuc | 50 m gyors     | 23,78    | 3.       | 43.      | kiesett | kiesett | kiesett | kiesett  |
| Maxim Cazmirciuc | 100 m gyors    | 53,18    | 7.       | 55.      | kiesett | kiesett | kiesett | kiesett  |
| Maxim Cazmirciuc | 100 m pillangó | 56,46    | 6.       | 46.*     | kiesett | kiesett | kiesett | kiesett  |
| Andrei Zaharov   | 200 m gyors    | 1:57,47  | 8.       | 41.      | kiesett | kiesett | kiesett | kiesett  |
| Andrei Zaharov   | 400 m gyors    | 4:09,30  | 6.       | 31.      | kiesett | kiesett | kiesett | kiesett  |
| Artur Elezarov   | 100 m hát      | 59,24    | 8.       | 43.      | kiesett | kiesett | kiesett | kiesett  |
| Artur Elezarov   | 200 m hát      | 2:07,86  | 5.       | 33.      | kiesett | kiesett | kiesett | kiesett  |
| Vadim Tatarov    | 100 m mell     | 1:04,87  | 1.       | 30.      | kiesett | kiesett | kiesett | kiesett  |
| Vadim Tatarov    | 200 m mell     | 2:21,34  | 6.       | 29.      | kiesett | kiesett | kiesett | kiesett  |
| Serghei Mariniuc | 200 m vegyes   | 2:04,99  | 1.       | 15.      | B       | 2:04,11 | 5.      | 13.      |
| Serghei Mariniuc | 400 m vegyes   | 4:20,24  | 3.       | 8.       | A       | 4:21,15 | 8.      | 8.       |

* - egy másik versenyzővel azonos eredményt ért el